# Rue Pierre-Dupont (Lyon)
Pour l’article homonyme, voir Rue Pierre-Dupont (Paris).
La rue Pierre-Dupont est une voie du quartier des Chartreux dans le 1er arrondissement de Lyon, en France.

## Situation et accès
La rue débute cours Général-Giraud et aboutit rue des Chartreux. La rue Philippe-Gonnard et l'impasse des Chartreux commencent sur cette voie tandis que les rues Maisiat, Dominique-Perfetti et Marie-Anne-Leroudier s'y terminent.
La circulation est dans le sens inverse de la numérotation et à double-sens cyclable. Un stationnement cyclable se trouve près de la rue des Chartreux et un autre proche de la rue Dominique-Perfetti.

## Origine du nom
La rue doit son nom à Pierre Dupont (1821-1870), chansonnier et poète lyonnais.

## Histoire
Sous l'ancien régime, c'était le terrain de la chartreuse de Lyon. À la révolution française, les religieux sont expulsés et leur propriété est vendue comme bien national. 
La rue est ouverte en 1840 dans ce terrain et prend le nom de Clos-des-Chartreux; un plan de 1845 indique que la rue des Chartreux est percée jusqu'au environ de la rue Maisiat. 
La rue reçoit ensuite le nom de rue Cardinal-Fesch, en souvenir du cardinal Joseph Fesch (1763-1839), archevêque de Lyon. Ce cardinal achète une partie du terrain de l’ancienne chartreuse pour y établir une maison pour les missionnaires diocésains qu'il a fondé.
La rue prend le nom de Pierre-Dupont le 22 février 1871car c'est dans cette rue que le chansonnier meurt chez son frère, où une plaque en rappelle le souvenir au no 46. Ce tronçon portait, à l'époque, le nom de Place d'Armes. Cette place est devenue un fragment de la rue Pierre-Dupont et c'est sur son emplacement que l'on a construit le stade-gymnase Roger Duplatnommé en l'honneur de l'alpiniste lyonnais disparu dans la Nanda Devi en 1951.